# Embrun (Ontario)
Pour les articles homonymes, voir Embrun.
Embrun est une ville de l'Est de l'Ontario, situé dans les Comtés unis de Prescott et Russell. Tout près d'Ottawa et à moins de deux heures de Montréal, Embrun est surtout reconnu pour sa ruralité et ses nombreuses fermes bovines et laitières.
Embrun est la plus grande communauté dans le canton de Russell.
La ville d’Embrun doit son nom à la commune française d'Embrun, dans les Hautes-Alpes. C'est l'Embrunais d'origine française François-Xavier Michel qui suggéra ce nom en souvenir de son pays d'origine.
La ville d'Embrun compte 8 680 habitants. Bien que majoritairement francophone, la ville a une communauté anglaise grandissante. 40 % de la population de la ville a déclaré l'anglais comme langue maternelle. Selon le recensement de 2016, le français est la langue parlée le plus souvent dans 52% des ménages, alors que l’anglais est plus régulièrement parlée dans 47% des foyers d’Embrun.
Embrun a fêté en 2006 le 150e anniversaire de la paroisse St-Jacques d'Embrun.
La ville a deux écoles élémentaires de langue française et une école primaire anglophone (École élémentaire catholique Embrun, École élémentaire publique de la Rivière-Castor, Cambridge Public School) ainsi qu'une école secondaire (École secondaire catholique Embrun).
Il y a quatre quartiers à Embrun : le Centre-ville, le Développement de Chantal, le Développement de Lapointe et Embrun-Sud.
Le Centre-ville est la partie la plus importante d'Embrun. Le développement de Chantal occupe la partie occidentale de la ville. Le développement de Lapointe est actuellement en construction. Quant à Embrun-Sud, c'est le quartier où est située l'École secondaire catholique Embrun. Il y a également un quartier d'affaires et un quartier industriel.
Dans le quartier industriel et commercial, on trouve la majorité des grandes entreprises et grands magasins, tels que le marché Independent, la pharmacie Shoppers Drug Mart, le café Tim Hortons, le restaurant Subway, le Beer Store, un magasin de la LCBO, la quincaillerie Rona, un centre d'achats, le bar laitier Dairy Queen, etc. Pour trouver de petites entreprises familiales, il faut se diriger dans l'Est de la ville.
Ce secteur commercial devait être complémenté par l'arrivée de la Plaza de l'Est, une grande plaza commerciale qui devait offrir aux communautés de l'Est ontarien ce dont elles ont besoin sans avoir à aller en ville. Elle devait être construits sous forme de petit village de style Disney ou Tremblant comprenant un carrousel, un hôtel, un cinéma, un lac artificiel pouvant servir de patinoire en hiver. Le projet d'envergure estimé à 65 millions de dollars n'a pas reçu l'approbation des autorités concernées, et le promoteur a depuis révisé sa stratégie de développement dans cette région située à l'Est d'Ottawa.

## Personnalités liées à Embrun
- Véronic DiCaire, chanteuse et imitatrice
- Pierre Lemieux, député fédéral conservateur de la circonscription de Glengarry-Prescott-Russell
- Jean-Christian Thibodeau, humoriste
- Martin Saint-Pierre, joueur de hockey sur glace
- Amanda Simard, députée provinciale de la circonscription de Glengarry-Prescott-Russell
- Caroline Mallity, étudiante en médecine et personnalité publique
- Patrice Dagenais, athlète paralympique canadien